# Pinnacle: Live & Unreleased from Keystone Korner
Pinnacle: Live & Unreleased from Keystone Korner ist ein Jazzalbum von Freddie Hubbard, das 1979–1980 im Jazzclub Keystone Korner in San Francisco mitgeschnitten wurde. Die Mitschnitte, auf denen der Trompeter mit Sidemen wie Billy Childs, Larry Klein und Phil Ranelin spielte, blieben zunächst unveröffentlicht und erschienen am 14. Juni 2011 bei Resonance Records.

## Hintergrund
1980 war für Freddie Hubbard ein sehr wichtiger Zeitpunkt, schrieb Will Layman. „Das heißt, er hatte schon lange keine gute neue Musik veröffentlicht, aber er war immer noch ein herausragender Künstler.“ In diesem Jahr wurden die letzten seiner meist unglücklichen Columbia-Alben veröffentlicht (dieses Major-Label nahm ihn 1974 unter Vertrag, zu der Zeit, als dessen Jazz-Trompeten-Star Miles Davis in eine selbst aufgezwungene Phase der Rückzugs geriet). Im Jahr 1981 war Miles wieder bei Columbia, und Hubbard – der wenig dazu beigetragen hatte, das Vertrauen von Columbia zu gewinnen – war nicht länger gefragt. „Nach 1980 spielte Freddie Hubbard noch eine Zeitlang brillant, aber sein mutiges, hartes Spiel forderte einen Tribut. Er erlitt einen Schlaganfall und infizierte sich 1992 die Lippe, und seine Kunst war nie mehr dieselbe. Im Jahr 2008 errankte er am Hwerzen und er litt in seinen späteren Jahren finanziell und anderweitig.“.

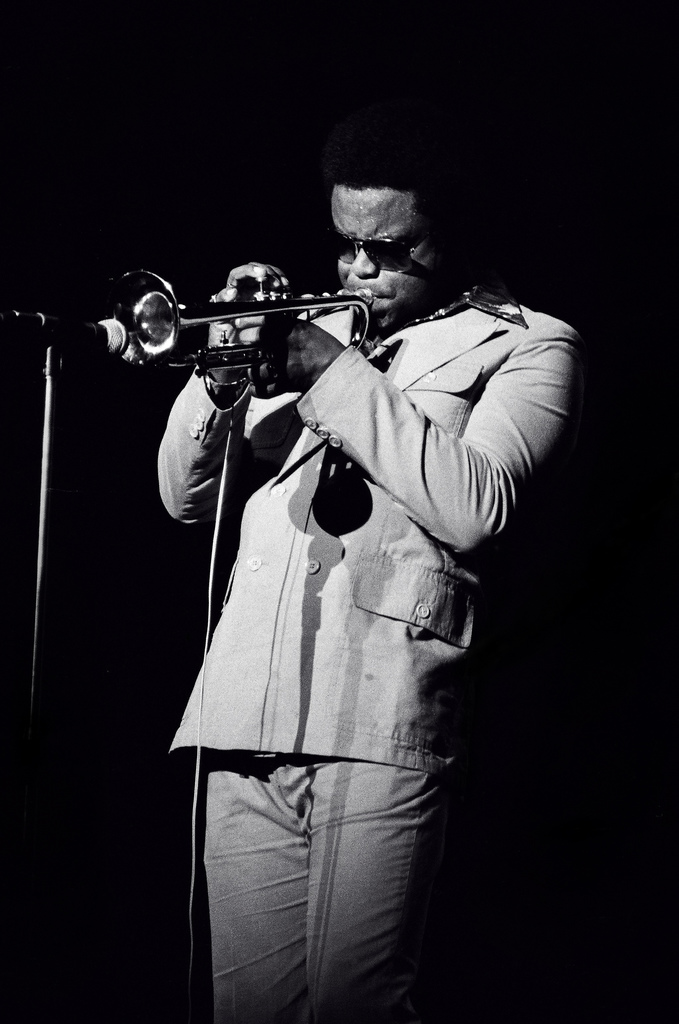
Freddie Hubbard 1976

## Editorischer Hinweis
Der Mitschnitt stammt aus dem persönlichen Archiv des Clubbesitzers Todd Barkan. Das Album enthält in den Liner Notes Erinnerungstexten einiger der beteiligten Musiker und Bildern von Kathy Sloane, die jahrelang im Keystone Korner fotografiert hat, auch ansprechend aufgemacht ist.

## Titelliste
- Freddie Hubbard: Pinnacle: Live & Unreleased from Keystone Korner (Resonance Records – HCD-2007)
  1. The Intrepid Fox 8:02
  2. First Light 10:13
  3. One Of Another Kind 12:26
  4. Happiness Is Now 7:11
  5. The Summer Knows 8:28
  6. Blues for Duane 9:18
  7. Giant Steps (Coltrane) 8:45

## Rezeption
Der Mitschnitt aus Freddie Hubbards späteren Jahren erfuhr in der Jazzkritik durchweg positive Besprechungen, Marcus A. Woelfle (Jazzzeitung) lobte, rücke das schiefe Bild wieder zurecht, das seine Aufnahmen aus dieser Zeit erzeugt hatten; daher kämen „posthume Aufnahmen aus guten Tagen gerade recht“. Als Hubbard 1980 im Keystone Korner auftrat, „da spielte er rückhaltlos auftrumpfend mit dem Feuer eines Jünglings und der Kraft eines erfahrenen, virtuosen Vollprofis im Zustand inspirierter Besessenheit“. Pinnacle sei „eine seriös produzierte CD, […], bei der auch die Aufnahmequalität passt“.
Dave Toropov verlieh dem Album im Slant Magazine 4½ (von 5) Sterne und meinte, auf Pinnacle: Live & Unreleased von Keystone Korner sei Hubbard ekstatisch zu erleben, „vor einer Band, die sich immer in einem telepathischen Funk-Groove zu verstecken scheint […]“. Auch wenn diese Bänder dreißig Jahre in Archiven verbracht hätten, seien die Darbietungen auf Pinnacle „Beispiele für großen, selbstbewussten Jazz inmitten einer gemeinschaftsweiten Identitätskrise: Die Musikalität ist kühn. Das Spiel ist ekstatisch, und das Leben, das Hubbard aus seiner Trompete bläst, weist auf die Zeitlosigkeit der Kunstform hin, die er durch die chaotischsten Jahre des Jazz an der Wende der 70er-Jahre getragen hat.“ Während sein Kolleg Miles Davis mit seinen bahnbrechenden „neuen Richtungen“ in die elektrisch verstärkte Musik Kontroversen auslöst habe, „fand Hubbard seinen unverkennbaren Sound, indem er auf dem CTI-Label einen starken und swingenden Hybrid aus Soul und Funk anlegte.“
„Von diesem ersten aufregenden Moment an verbirgt sich keine Spannung unter der Oberfläche dieser luftigen, mühelos unterhaltsamen Platte. Während Davis mit seinen Kompositionen aus der Bitches-Brew-Ära an einer radikalen klanglichen Grenze zu kämpfen suchte, waren Hubbards Kompositionen aus dieser Zeit warm, einladend und melodisch reich. Der Schwerpunkt liegt hier nicht auf struktureller oder konzeptueller Kühnheit, sondern auf der Brücke zwischen Melodie und Improvisation, die auf Musikalität und herzhaften Dosen der Seele basiert, vor allem auf ‚First Light‘, dem Herzstück eines Albums voller Sternmomente. Als Hubbard und sein Quintett kopfüber in das Thema dieses Songs, eines von sechs Hubbard-Originalen der Sammlung, eintauchen, bricht die kleine, aber begeisterte Menge in einen hörbaren Anfall von Freude aus. Der elastische Bass von Larry Klein ist der Klebstoff des Songs, und seine Präsenz ist das wichtigste Stück des Erfolges des Quintetts außerhalb von Hubbard. Vom Musiker bis zum Publikum, die intime und spielerisch offene Atmosphäre, die durch diese Sammlung schwingt, beweist, dass es auf diesen Aufnahmen keine einzige Person gibt, die nicht den Groove beeinflusst“, meint Toropov.
Dieser Groove sei unmöglich zu replizieren, schreibt der Autor weiter; er stehe „einzigartig für das Hirn und das Herz von Freddie Hubbard. Wenn Pinnacle mit einer flemmenden Interpretation von John Coltranes ‚Giant Steps‘, der einzigen bekannten Aufnahme des Titels von Hubbard, endet, zeigt es passenderweise auf die Bausteine des modernen Jazz-Vokabulars und weist auf eine Zukunft der Genre-Kreuzbefruchtung und stilistische Neuerfindung. Es ist alles eine Quintessenz von Hubbard, und es hätte nicht so lange weggesperrt werden müssen.“
Ken Dryden vergab an das Album in Allmusic 4½ (von 5) Sterne und mente, Freddie Hubbard, der von vielen als einer der besten Jazztrompeter angesehen werde, habe sich während dieser Live-Auftritte, die er mit zwei verschiedenen Gruppen an mehreren Abenden 1980 im Keystone Kornert, auf einem Karrieresegment. Hubbards Spielhaltung zeige sich in einer kraftvollen Darbietung seines „The Intrepid Fox“ (in dem Posaunist Phil Ranelin und Tenorsaxophonist David Schnitter hinzukommen). Pianist Childs wechselt zum Fender Rhodes für Hubbards treibenden Bossa Nova Titel „First Light“, während „Happiness Is Now“ eine funkige Angelegenheit sei. Hubbard wäre als Balladeninterpret unterschätzt worden, meint Dryden, obwohl seine ergreifende Einstellung von Michel Legrands „The Summer Knows“ (aus dem Film Summer of ’42) ein brillantes Schaufenster für ihn auf dem Flügelhorn sei. „Einer der großen Nervenkitzel“ sei vor allem Hubbards erste bekannte Aufnahme von ‚Giant Steps‘. „Der Bandleader packte es mit seinem Sextett in einem schnellen Tempo an.“

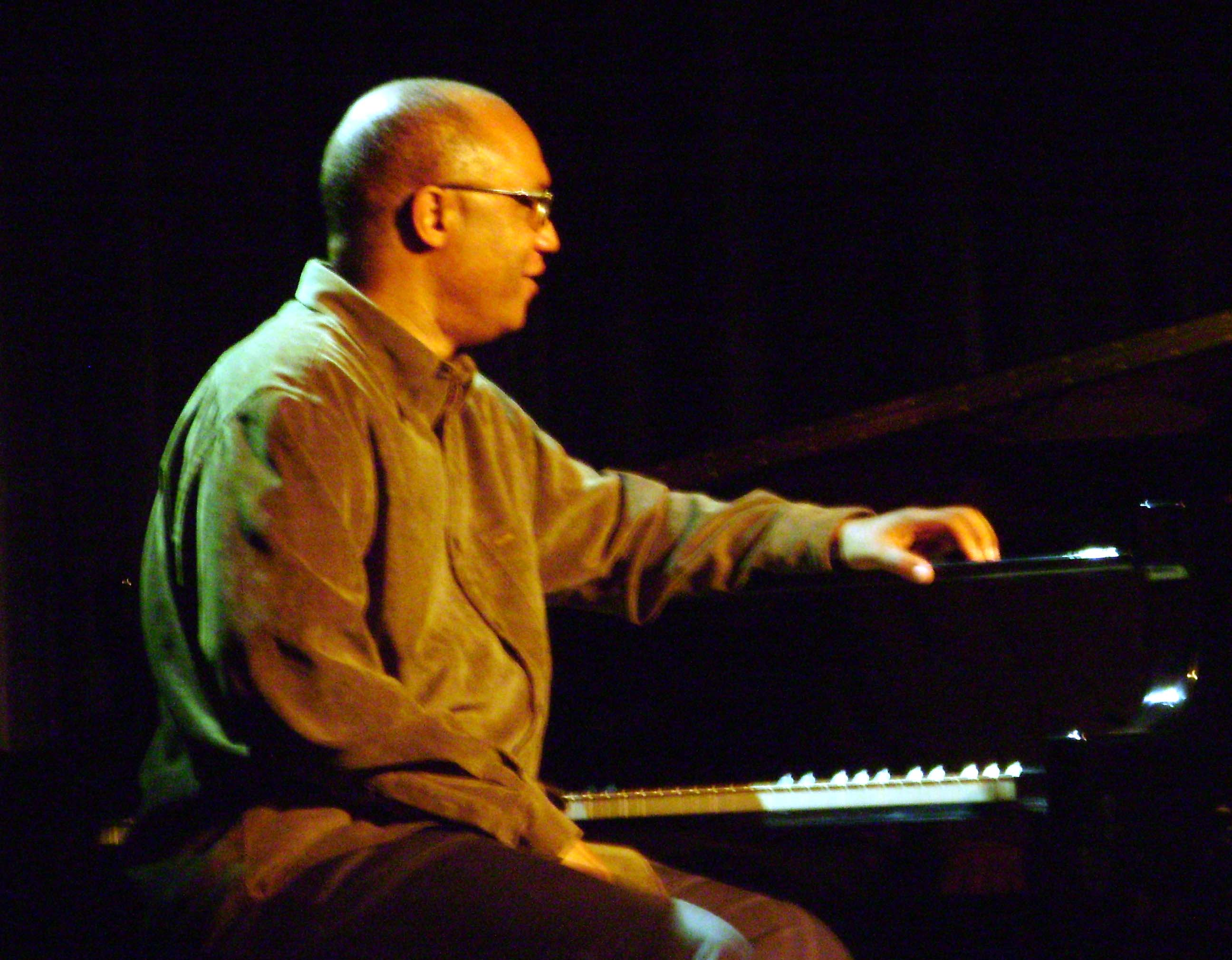
Billy Childs (2008)

Andrew J. Sammut schrieb in All About Jazz, bei seinem Albumtiteln sei Pinnacle (dt. „Höhepunkt“) der Kategorie näher als der Übertreibung. Diese sieben bisher unveröffentlichten Tracks zeigten den Trompeter und Flügelhornisten Freddie Hubbard an der Spitze seiner Fähigkeiten. Das in mittlerem Tempo gespielte „Blues for Duane“ zeige die gesamte Bandbreite der technischen und expressiven Fähigkeiten Hubbards. „Leise, aber autoritär tritt er ein und tritt praktisch über das Solo des Pianisten Billy Childs.“ Die Rhythmusgruppe von Childs, Larry Klein am Bass und Eddie Marshall am Schlagzeug begleite ihn auf Schritt und Tritt – und spüre auch, wann sie Hubbard aus dem Weg gehen muss. Mit noch mehr Bluesfeeling schreite er zurück zum ursprünglichen Tempo und schließt, nachdem er wirklich „eine Geschichte erzählt“ und nicht nur ein Solo aufgebaut hat. Einen ähnlichen Bogen verleihe Hubbard dem wehmütigen „The Summer Knows“; im Balladentempo erzeuge er eine Stimmung und vermeide vereinfachende, lästige Effekte, meint Sammut.
Bei „One of Another Kind“ arbeite Hubbard mit Trillern, schnellen Wiederholungen und spiralförmigen Mustern. Das Tenorsaxophon von Hadley Caliman trägt ebenfalls zu harten Schlägen und metallischen Schreien bei, und Childs’ Piano drückt und zieht gegen Kleins metronomische Groves. Hubbard sei bei seinem funkigen „Happiness Is Now“ am unbeschreiblichsten dabei, sich den Titel der Komposition zu Herzen zu nehmen und sich mit eingängigen absteigenden Figuren zu beschäftigen. Er tritt in ein üppiges unteres Register ein und aus, wobei er die Beweglichkeit des Flügelhorns mit der messingartigen Resonanz eines Euphoniums kombiniert.
„Geschwindigkeit, Dynamik und Kreativität von Hubbard sind immer von seinem schönen Ton umhüllt“, lobt der Autor; in schnellen oder langsamen Tempi, auf Trompete oder Flügelhorn komme es selbst in kleinsten Details klar und deutlich zum Vorschein. Und wenn Hubbard sich an eine Note lehne, zum Beispiel am Ende eines mühelosen Bop-Licks oder der herben Fusion-Explosion von „First Light“, sei dies immer ein integraler Bestandteil und nicht nur ein Ornament. Dieses plüschige Timbre mildert den Vorsprung, den „Childs“ Fender Rhodes und Kyles metallische Bass bei „First Light“ bieten, selbst wenn Hubbard es verwendet, um seine Rhythmusgruppe in Raserei zu versetzen. Natürlich bietet Hubbard auch treibende, unkomplizierte Bop-Motive, etwa in „The Intrepid Fox“ und „Giant Steps“. Hubbard startete „Fox“ mit ordentlichen, melodischen Mustern und ändere sofort die Dinge mit zickzackig-artigen eckigen Phrasen. Vom Überspringen von Intervallen und High-Note-Stottern über das Austauschen von Themen mit Childs bis hin zu saftigen, siedenden hohen Tönen ziehe Hubbard unnachgiebige Kontraste in eine zusammenhängende Erzählung.
„Giant Steps“ schwelge in langen, ununterbrochenen Sequenzen und löse John Coltranes labyrinthische Akkordwechsel in einem flammenden Tempo auf. Wie Klein in einem Dokumentarfilm über die Entstehung von Pinnacle erläuterte, zeigte Hubbard mit „Giant Steps“, was er auf Trompete spielen konnte und was viele andere nicht auf Saxophon spielen konnten.
Hubbard sei ein intensiver Solist, dessen technische Feuerkraft immer auf größere musikalische Ziele abzielte, resümiert Sammut. Wie Pinnacle demonstriere, „konnte er sich nicht zeigen, ohne etwas Aufrichtiges zu sagen. Freddie Hubbards Geschichte war Ausdruck und Beeindruckung.“
Will Layman schrieb in Pop Matters, Pinnacle sei eine zuvor unveröffentlichte Reihe von Aufnahmen aus dem Jahr 1980, die „Hubbard in seiner athletischsten und aufregendsten Szene präsentieren. […] Er spielte nicht so für sich selbst, sondern mehr, weil seine Kunst darauf angelegt war, das Horn an seine expressiven Grenzen zu bringen.“ Und daher sei Pinnacle ein schönes Vergnügen, ein großartiger Künstler, der auf wunderbare Weise er selbst sei.

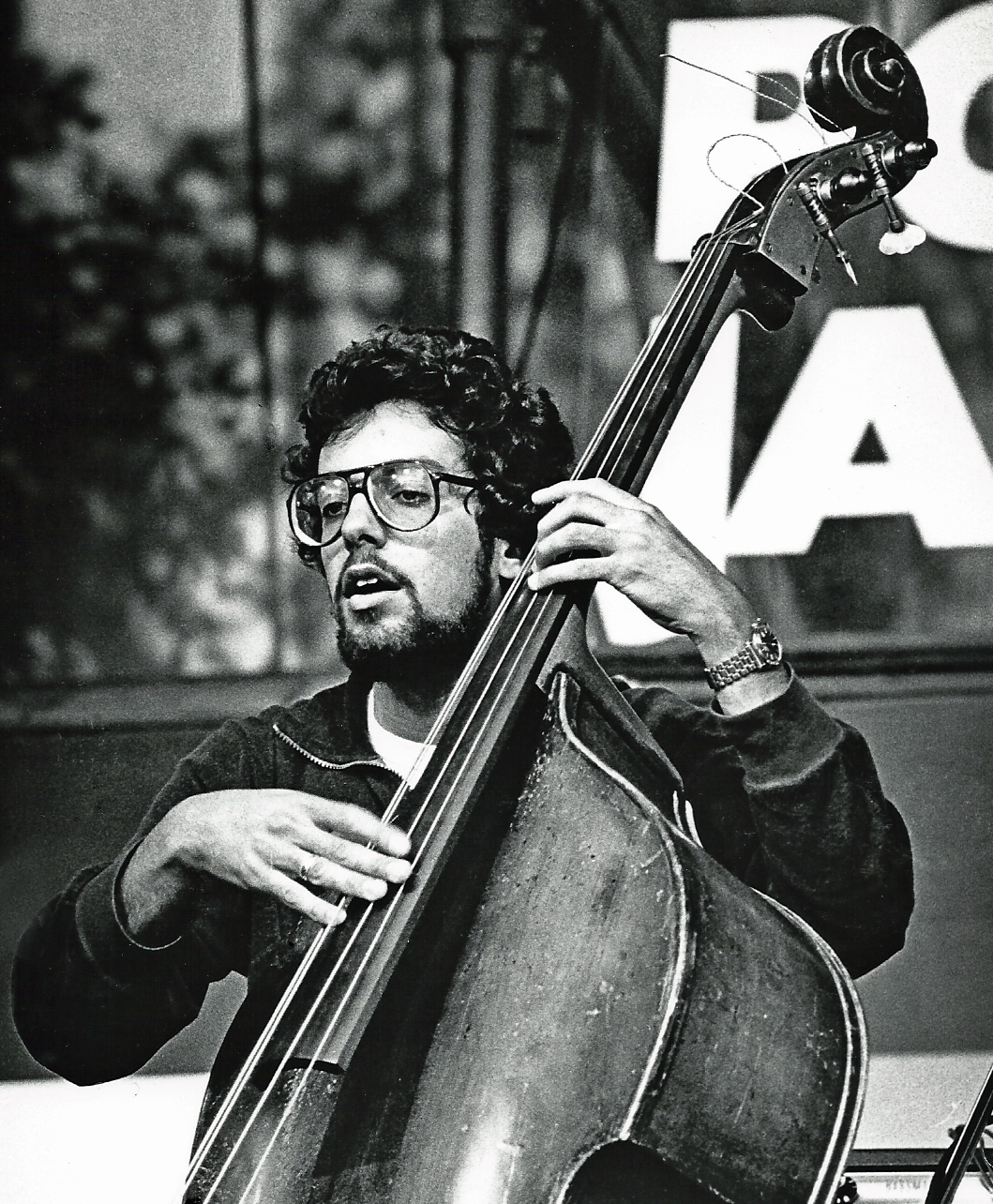
Larry Klein (Pori Jazz 1978)

Das gespielte Repertoire habe eine anständige Bandbreite; in Hubbards „Blues for Duane“ gebe es „ein erstaunliches Trompetensolo“, das mit „ausdrucksstarken Abstrichen beginnt, sich in scharfen Double-Time-Läufen abspielt und dann dazu führt, dass sich die Rhythmusgruppe auch zum Double-Time-Spiel hin entwickelt.“ Enthalten sei auch die einzige Aufnahme, die wir haben, in der Hubbard John Coltranes „Giant Steps“ spielt. „Die Band geht in einem klassischen Tempo vor, und Hubbard ist ein Wasserfall voller Ideen für fünf volle, brennende Minuten.“ Mit „The Intrepid Fox“ von Red Clay und „One of Another Kind“ aus Hubbards Zeit im VSOP All-Star-Quintett befänden sich „Zwei der besten Hardbop-Titel des Bandleaders“ auf dem Album; es sei schön, „Another Kind“ noch einmal zu hören, was über die einleitende Basslinie eine großartige, tanzende Qualität hat und dann in ein komplexes melodisches Statement zerbricht. Nur die Solo-Sektionen (und nicht alle) verwenden den Geradeauslauf, um geschmackvolle Kontraste zu erzeugen.
Wie bei allen Auftritten von Hubbard gibt es eine schöne Ballade, in diesem Fall Michel Legrands „The Summer Knows“. „Hubbard war trotz seiner Virtuosität auf langsameren Klängen immer großartig“, schrieb Will Layman. „Seine Eröffnungskadenz ist voll von fantastischen, rissigen Läufen, aber er setzt sich luxuriös in die melancholische Melodie ein. Childs umrahmt ihn mit großem Interesse am Klavier, und das akustische Spiel von Klein […] ist hervorragend. Wenn die Band diese Ballade mitten in Hubbards Solo schwingt, klingen sie so selbstsicher und stark, wie es ein Jazzquartett könnte.“
Pinnacle sei „ein Ausschnitt von dem, was ihn zu einer Zeit großartig gemacht hat, als alles noch möglich war und wenn er all seine besten Sachen einholen konnte“, resümiert Will Layman. „Michael Jordan in der Mitte der 90er-Jahre und ließ die Knicks leicht um 50 Punkte fallen. Weg, aber nicht vergessen.“